# ベントレー・アズール

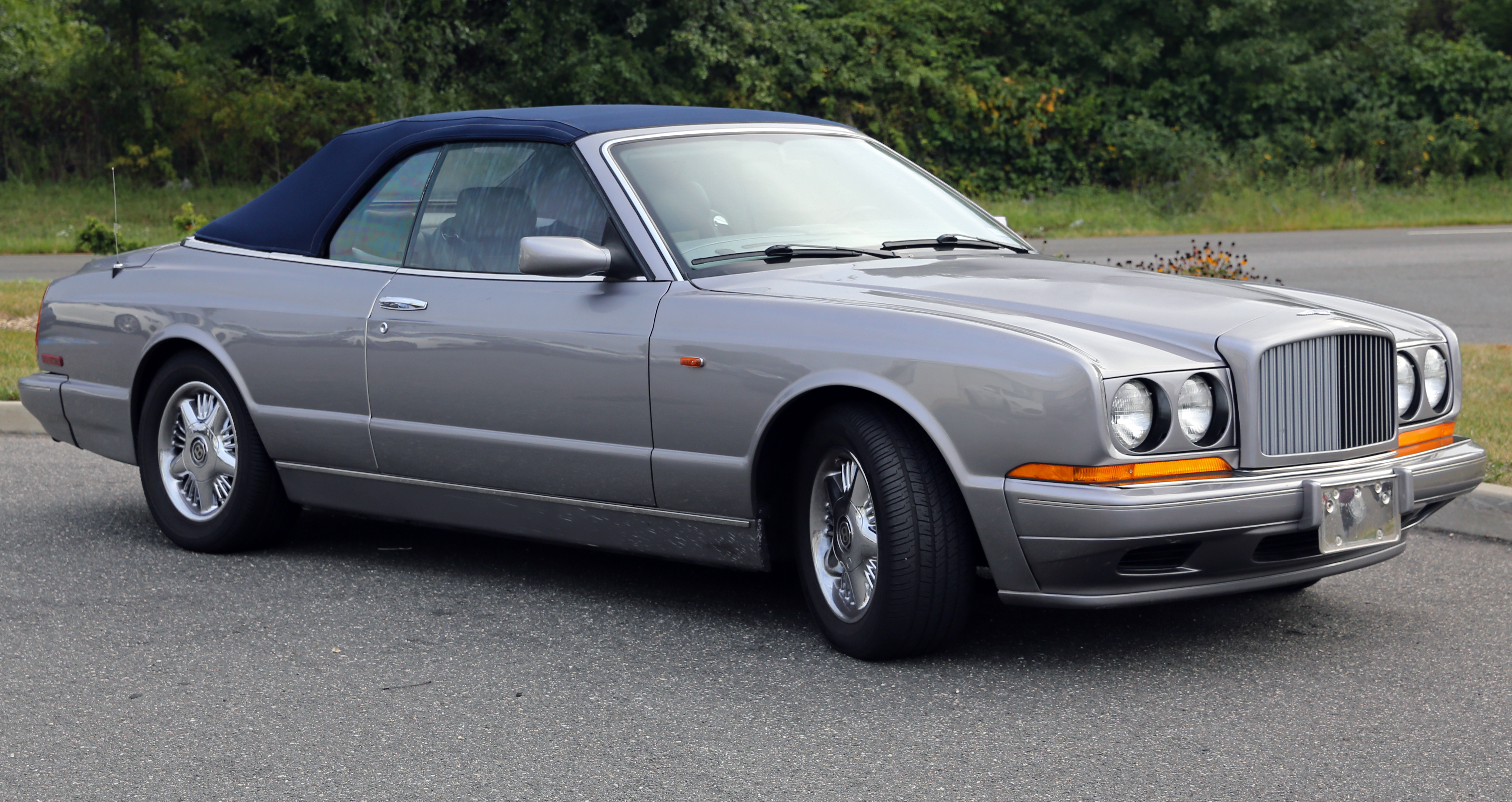
初代アズール (1996年)

アズール（Azure ）はイギリスの自動車メーカーであるベントレーモーターズが販売する高級4人乗りオープンカーである。

## 初代
1995年に発表された。1991年に発表されていたコンチネンタルRのプラットフォームをベースに開発された。全長5,334mm、車重2,610kgの大きさは多くの人々を驚かせたが、大人4名に快適な座席を提供することを意図していた。
エンジンは伝統の6.75リットルV8エンジンを搭載、インタークーラー付きギャレット製ターボチャージャーにより最高出力は298kW、最大トルクは875N・mを達成した。ゼネラルモーターズ製4速ATを経由し後輪を駆動する。0～60mph加速は6.1秒と、アズールはそのサイズや重量、空気抵抗係数からすると非常に速い車である。
アズールの電動トップはピニンファリーナにより設計、製造される。1995年登場時、北米でのアズールの価格は$347,645であり、それはコンチネンタルRより$36,355高かった。
1999年から生産終了まで、アズールは"マリナー"トリムが提供されていた。特別なオーダーメイドのトリムや追加の機器が追加でき、製造プロセスを通じてさらにカスタマイズすることもできた。車両価格は顧客の要望により1台1台異なる。

## 2代目
1998年、フォルクスワーゲンはヴィッカースからベントレーを買収した。フォルクスワーゲンは初代アズールを2003年まで生産し、その後に後継モデルを発表すると決めた。2006年、2代目アズールの生産が始まった。
新しいアルナージのプラットフォームをベースにしたほか、大幅にアップデートされたエンジンが搭載された。
アルナージのプラットフォームをベースにターボチャージャー付きV型気筒8エンジンを搭載し、最高出力は340kW、最大トルクは875N・mを達成した。フォルクスワーゲンはエンジンを大幅に近代化するための資金を提供した。古いシングルターボチャージャーから近代的なツインターボチャージャーに切り替えることにより、ターボラグを軽減したほか出力も増加した。新しい6速ATで後輪を駆動する。
ベントレーは0-60mph加速は5.6秒で最高速度は270km/hと主張しており、初代よりも若干速くなっている。2代目においてもサイズと重量からすると非常に速い車である。
米国エネルギー省によると、このクラスの中でアズールは最も燃費の悪い車とされており、都市部では1ガロンあたり9マイル（1リットルあたり3.85km）、高速道路では1ガロンあたり15マイル（1リットルあたり6.25km）とされている。
2009年のヤフーの調査によると、イギリスで販売される車の中でアズールは4番目に燃料消費量が多い車である。

### アズールT
アズールTはハイパフォーマンス版である。外観上の違いとして8.5Jx20インチの5スポーク2ピースアルミニウムホイールが255/40ZR20のピレリPゼロタイヤと組み合わされるほか、'ルマン'フロントウイング下部のエアベント、暗い彩色の上下グリル、'ジュエル'燃料口キャップ（ビレットアルミ製）、ボディー同色ドアミラーなどである。外観はベントレー・マークVIからインスパイアされた物である。
大きなディスプレイを搭載したオーディオシステムはSDメモリーカードに対応しており、iPod/USB/ミニプラグ対応の外部入力にも対応している。オプションで'Naim for Bentley'と呼ばれる10スピーカー1,100Wのオーディオも搭載できる。横滑り防止装置、タイヤ空気圧警報装置は標準装備である。
ツインターボ付きのエンジンは最高出力は373kW、最大トルクは1,000N・mを達成した。0-60mph加速は6.1秒、0-100mph加速は12.1秒、最高速度は288km/hである。
アズールTはLAオートショーで発表された。